# Hrușkivka, Kameanka
Hrușkivka (în ucraineană Грушківка) este o comună în raionul Kameanka, regiunea Cerkasî, Ucraina, formată numai din satul de reședință.

## Demografie
Componența lingvistică a comunei Hrușkivka
     Ucraineană (95,83%)
     Rusă (4,01%)
     Alte limbi (0,08%)
Conform recensământului din 2001, majoritatea populației comunei Hrușkivka era vorbitoare de ucraineană (95,83%), existând în minoritate și vorbitori de rusă (4,01%).